# 中央病院前停留場
中央病院前停留場（ちゅうおうびょういんまえていりゅうじょう）停留所は、北海道函館市本町にある函館市企業局交通部（函館市電）湯の川線の停留場である。駅番号はDY10。

## 構造
- 2面2線の相対式ホーム。

- 2016年（平成28年）に全面改築し、同年11月15日（火）から供用開始 [2]。以下の構造となった。
  - 上屋、防風板を設置
  - 有効幅員を1.5mに拡幅、 手摺り、 腰掛け、スロープを設置するなどバリアフリー基準に対応
  - 大型案内掲示板設置
  - 照明灯のLED化
  - スロープ部へのロードヒーティング設置など
- 両ホームの函館駅前方面側に押しボタン式信号機の横断歩道がある。押しボタン式信号は夜間（23:00～6:00）を除いては自動制御となっていて、下車後に青信号を待って渡る事が出来る。

中央病院前停留場全景（2017年4月）
中央病院前停留所(復線乗り場・湯の川方向)
上屋・LED照明
腰掛け
ロードヒーティング制御盤
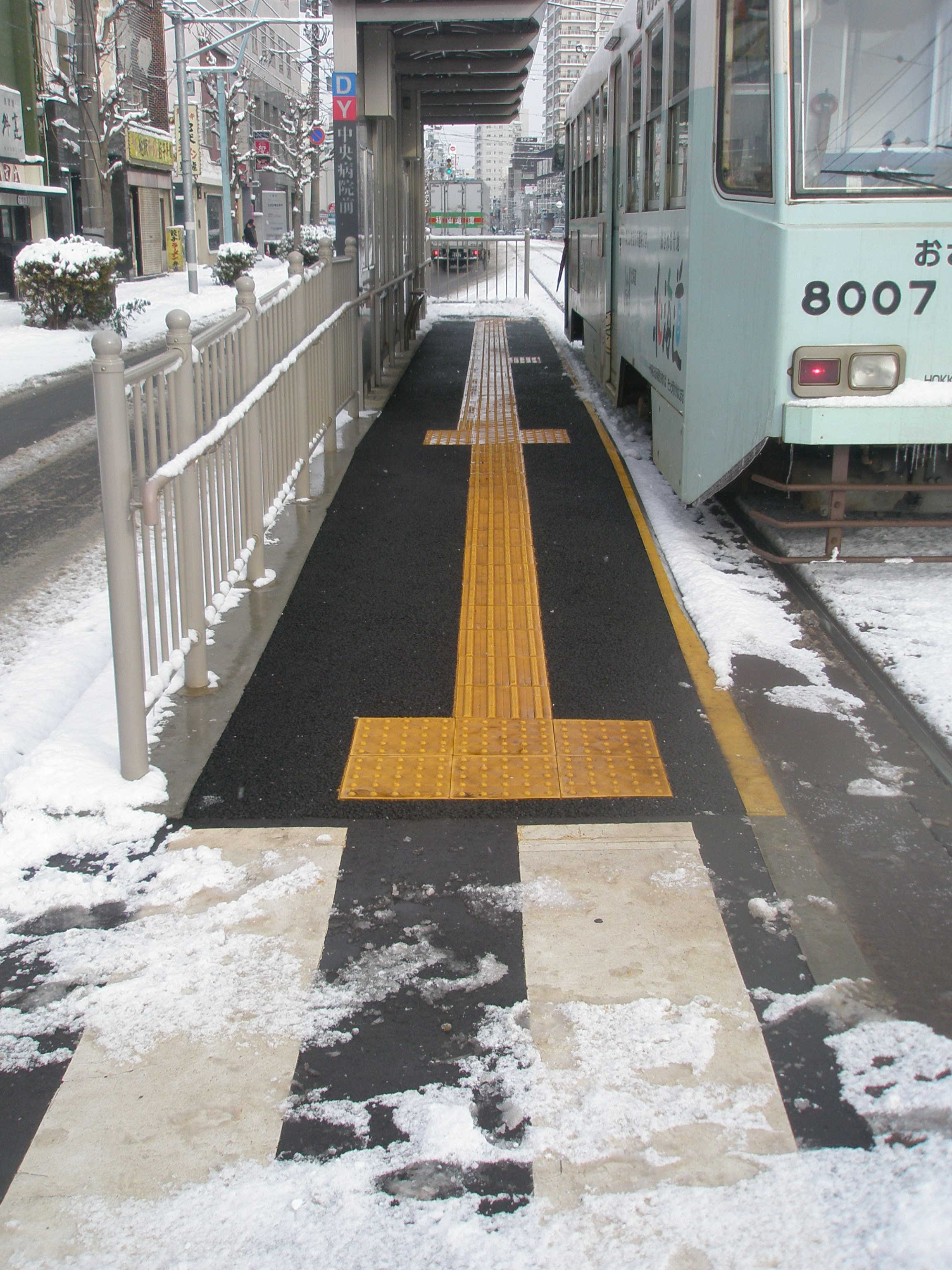
中央病院前停留場・ロードヒーティングの稼働状況（2017年12月2日撮影）
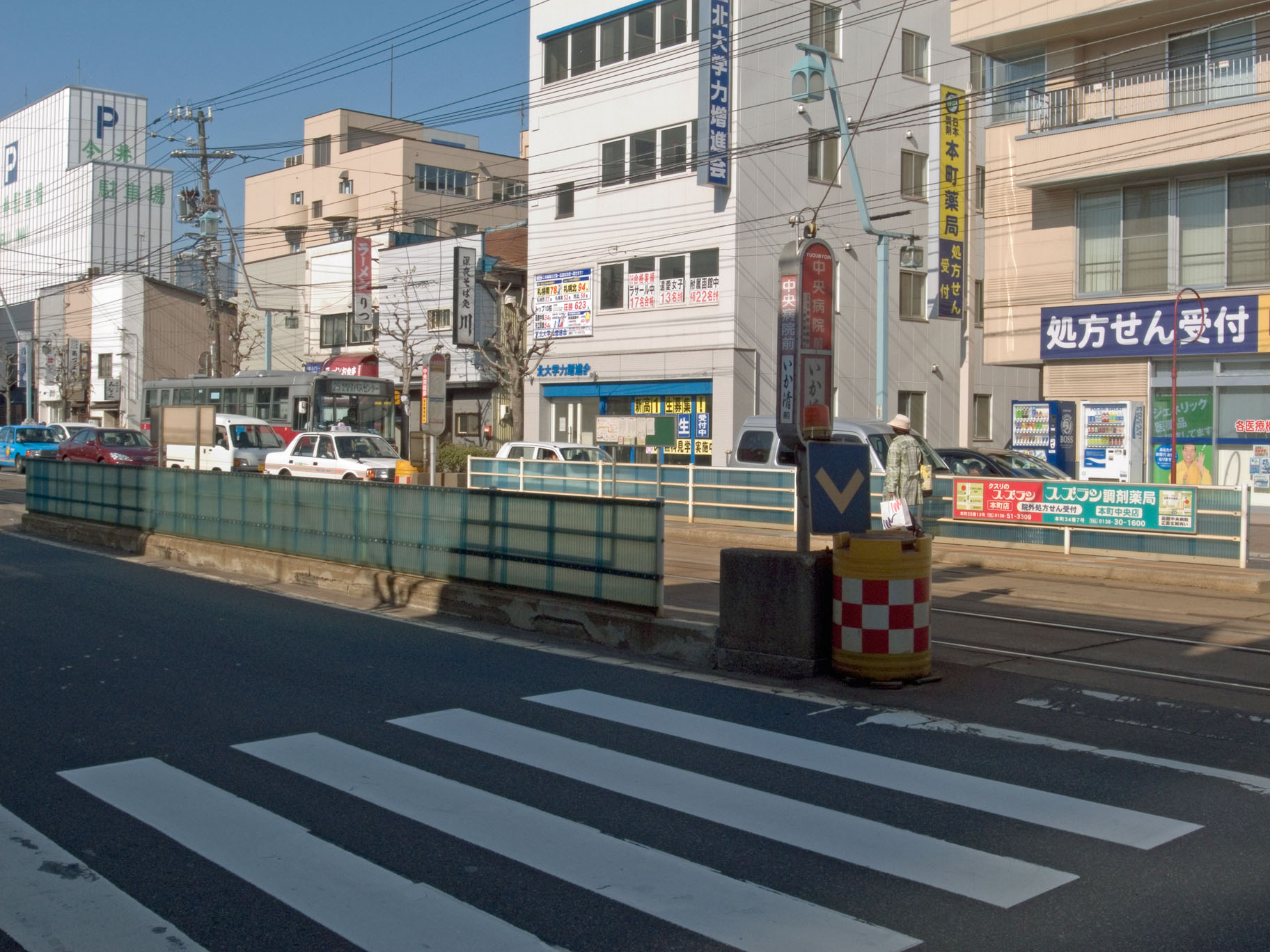
以前の中央病院前停留場（2009年5月）

## 周辺
- 社会福祉法人函館厚生院本部、函館中央病院、函館厚生院看護専門学校
- 日本年金機構函館年金事務所
- 日本郵政株式会社北海道郵政健康管理センター函館分室
- 函館市立凌雲中学校
- 北海道道83号函館南茅部線
- 函館バス「中央病院前」停留所[3]

## 隣の停留場
函館市企業局交通部
湯の川線
五稜郭公園前停留場 (DY09) - 中央病院前停留場 (DY10) - 千代台停留場 (DY11)